# Kjeld Olesen
Kjeld Støttrup Olesen, född 8 juli 1932 i Köpenhamn, död 25 juli 2024, var en dansk socialdemokratisk politiker och minister, bland annat försvarsminister 1971–1973 och utrikesminister 1979–1982. Han var folketingsledamot 1966–1979 och 1981–1987.

## Bakgrund
Kjeld Olesen var son till hemvärnskonsulten Anker Olesen (1902-1955) och Severa Madsen (1908-1973). Han ville bli sjöman, men förhindrades av en höftskada. Efter realexamen (1949) och sjöfartsskola (1950) arbetade han på rederiet Lauritzen (1950-1953) innan han bytte till en politisk karriär 1953, då han blev ordförande av Danmarks Socialdemokratiske Ungdoms centralavdelning (1953-1954). Han var därefter sekreterare för Atlantsammenslutningen (1954-1956), politisk sekreterare för Köpenhamns socialborgmästare Urban Hansen (1956-1957), sekreterare för Det kooperative fællesforbund (1957-1958) och för Socialdemokratiet i Storkøbenhavn (1958-1962). Han var därefter partiets organisationssekreterare till 1966, då han blev invald i Folketinget för Rødovres valkrets. Han var även ledamot i de verkställande utskotten för Arbejdernes Oplysningsforbund (1962-1967), Socialdemokratiet i Köpenhamnsområdet (1962-1966) samt av partiets verkställande utskott. I Folketinget var han ledamot i försvarskommittén (1969-1971) och utrikesnämnden (1969-1971) samt partiets försvarspolitiska ordförande. Han var samtidigt redaktör på partiets tidskrift Verdens Gang/Ny Politik (1967-1969 & 1970-1971). Han redigerade även böckerna Mål og Midler (1969), Forsvaret til Debat (1970) och Danmark hvad nu? (1975).
Olesen var aktiv i den antikommunistiska underrättelsetjänsten Firmaet, för vilken han utförde spionage på kommunisterna Alfred Jensen och Ragnhild Andersen. Han var även aktiv i Arbejderbevægelsens Informationscentrals antikommunistiska aktiviteter.

## Minister
Olesen utsågs till försvarsminister i Jens Otto Krags tredje regering 1971. Han genomförde rationaliseringar av försvaret och väckte viss uppståndelse genom sin välvilliga inställning gentemot Christiania. Han lämnade ministerposten 1973 för att bli vice partiordförande samt politisk ordförande (1973-1979). Han stod bland annat bakom principprogrammet Solidaritet, lighed og trivsel, som antogs på partiets kongress 1977, samt en del mindre arbets- och kommunalpolitiska program. Han var även ledamot i Radiorådet (1975-1977) innan han utsågs till infrastrukturminister 1977. Här efterlämnade han inga anmärkningsvärda spår och blev utbytt 1978, då den nya regeringspartnern Venstre var emot den Stora Bältsförbindelse som Olesen arbetade för. Han blev invald i Europaparlamentet 1979 med det största röstetalet bland partiets kandidater. Hans mandatperiod i Strasbourg var emellertid kort, innan han utsågs till utrikesminister i Anker Jørgensens fjärde regering. Denna post innehade han till regeringens avgång 1982. Han råkade i konflikt med Nato då han poängterade att Danmark inte obetingat kunde godkänna en modernisering av Europas kärnvapen. Efter varning från den amerikanska utrikesministern Cyrus Vance, som menade att Danmark kunde splittra Nato, gick Olesen med på moderniseringen. Han fortsatte dock att arbeta för att göra Norden till en kärnvapenfri zon. Han ansåg vidare att Danmark skulle bojkotta OS i Moskva 1980 på grund av Sovjetunionens invasion av Afghanistan året innan. Denna linje underkändes dock av statsminister Anker Jørgensen.
Som ordinarie folketingsledamot från 1982 gjorde Olesen sig bemärkt för sitt deltagande i Greenpeaces protestaktion mot de franska kärnvapensprängningarna i Stilla havet 1985. Detta skildrade han i boken Man kan ikke sænke en regnbue (1985). Han lämnade Folketinget 1987 och arbetade sedan som lärare på LO-skolan (1989-1991) och som föredragshållare. I perioden 1988-1994 seglade han som skeppsassistent och tog sedan en styrmansexamen 1995. I boken Det robotierede menneske (1997) skildrade han välfärdssamhällets problem.